# Zespół dworsko-parkowy na Podzamczu w Łęcznej
Zespół dworsko-parkowy na Podzamczu w Łęcznej – zespół dworsko-pałacowy położony w Łęcznej. Na terenie zespołu znajduje się łęczyński zamek, XIX-wieczny dwór, oficyna, spichlerz i liczne pomniki przyrody.

## Teren parku
Zespół dworsko-parkowy położony na wzniesieniu, przy ujściu rzeki Świnki do Wieprza. Park został założony prawdopodobnie w XVII w. Zajmuje powierzchnię ok. 8 ha i liczy blisko 2 tysiące drzew.
Północną część Podzamcza zajmują pola i ogrody oraz dziedziniec z zabudowaniami gospodarczymi folwarku (zwanego Podzamcze na mapach z końca XIX w.), natomiast południową zajmuje park z drzewostanem z końca XIX w. i starszymi szpalerami lip ocenianych na 200 lat. W południowo-zachodniej części parku zlokalizowany jest łęczyński zamek. W skład zespołu wchodzą: XIX-wieczny dwór, oficyna, spichlerz oraz pozostałości po zabudowaniach gospodarczych.
Zespół dworski został wpisany do rejestru zabytków 10 grudnia 1975 r. razem z dworem, parkiem i zabudowaniami gospodarczymi.
Wiosną 2017 roku rozpoczęto prace remontowe. Planowano wówczas, że onad 2 hektary parku, który jest zdegradowany zostaną wyremontowane. Przedsiębiorstwo „Kanska” (we współpracy z pracownią architektoniczną „Piotr Hardecki Architekt”) zakładało odtworzenie XVIII-wiecznego ogrodu włoskiego wraz z historycznym układem parku ukształtowanym przez szpalery starych lip. We wschodniej części parku planowano utworzyć strefa zdrowego wypoczynku, czyli tzw. „ścieżka zdrowia”. Zrewitalizowany miał być również układ komunikacyjny. Miały powstać m.in. aleja dojazdowa, ścieżki i place. Uzupełnieniem parku miały być elementy małej architektury, czyli ławki parkowe, kosze na śmieci, drogowskazy oraz oświetlenie. Wartość I etapu jest szacowana na 2 miliony 936 tys. zł. Drugi etap projektu, dotyczy zabezpieczenia ruin zabudowań folwarcznych. Koszt jest szacowany na 2 mln 384 tys. zł.
W 2020 roku rewitalizacja Parku Podzamcze otrzymała drugą nagrodę w konkursie Towarzystwa Urbanistów Polskich na najlepiej zagospodarowaną przestrzeń publiczną w Polsce w kategorii „Zrewitalizowana przestrzeń publiczna w zieleni”.

## Pomniki przyrody
W dawnym zespole dworskim zachowało się osiem drzew, które uznano za pomniki przyrody. Większość z nich to gatunki pochodzące z Ameryki Północnej, nie występujące naturalnie w Polsce. Klon srebrzysty, strączyn żółty, sosna wejmutka i dąb wielkoowocowy, a także iglicznia trójcierniowa i platan klonolistny. Z Bałkanów sprowadzono sosny czarne, z których dwie osiągnęły pomnikowe rozmiary.